# 鬼頭宏
鬼頭 宏（きとう ひろし、1947年3月2日 - ）は、日本の経済学者（日本経済史・歴史人口学）。学位は経済学修士（慶應義塾大学・1971年）。
慶應義塾高等学校教諭、上智大学経済学部教授、上智大学大学院経済学研究科経済学専攻主任、上智大学経済学部経済学科学科長、上智大学地球環境研究所所長、上智大学研究機構常設研究部門部門長、静岡県立大学学長（第6代）、静岡県立大学短期大学部学長（第6代）などを歴任した。

## 来歴

### 生い立ち
1947年3月、静岡県駿東郡長泉町生まれ。慶應義塾大学経済学部にて学んだ。斎藤修、友部謙一らとともに速水融の弟子である。1969年3月、慶應義塾大学卒業、そのまま、慶應義塾大学大学院経済学研究科に進学、1971年3月、同修士課程を修了、経済学修士の学位を取得。1974年3月、慶應義塾大学大学院博士課程単位取得退学。
なお、大学院在籍中より、東京歯科大学進学課程非常勤講師、大学院単位取得退学後は、自由学園最高学部非常勤講師、日本常民文化研究所非常勤所員などを、務めた。1976年4月より、慶應義塾高等学校教諭を務め、また、慶應義塾大学教職課程兼任講師を務めた。

### 研究者として
1980年4月、上智大学経済学部講師に就任、同時に、上智大学大学院経済学研究科講師を兼務。1982年4月、上智大学経済学部助教授に昇任、同時に、上智大学大学院経済学研究科助教授を兼務。1989年4月、上智大学経済学部教授に昇任、経済学部では、主として経済学科にて教鞭を執り、同時に、上智大学大学院経済学研究科教授を兼務、同経済学研究科では、主として経済学専攻にて教鞭を執った。2005年3月、大学院経済学研究科教授を退任、翌月より、大学院地球環境学研究科教授を兼務。なお、経済学部教授としては、引き続き在任した。
上智大学では、1993年4月から1997年3月まで、および、1999年4月から2001年3月まで、大学院経済学研究科経済学専攻主任、2001年4月から2005年3月にかけて、経済学部経済学科学科長、2007年4月から2012年3月にかけて上智大学地球環境研究所所長を務めた。2011年4月から2012年3月にかけて上智大学の研究機構にて、地球環境研究所などを取り纏める常設研究部門の部門長を務めた。
上智大学以外の教育・研究機関では、慶應義塾大学総合政策学部非常勤講師・慶應義塾大学大学院文学研究科非常勤講師、グローバルセキュリティ研究所客員研究員を務め、東海大学でも、非常勤講師を務めた。また、国際日本文化研究センター・総合地球環境学研究所では、それぞれ共同研究員を務めた。その他、日本学術会議では、第23期の連携会員に選出された。
2012年3月、定年により、上智大学の経済学部教授と、大学院地球環境学研究科の教授を退任。翌月より、上智大学経済学部特別契約教授を務める。2014年10月、静岡県公立大学法人の学長選考会議により、静岡県立大学と静岡県立大学短期大学部の学長に選出された。同月、公立大学法人の理事長である本庶佑とともに記者会見に臨み「県の人口減少の歯止めとして大学が何かできないか考えて、実際に責任を持って何かやってみたいと引き受けさせていただいた」「理工系出身以外の学長は初めてと聞いている。木苗（直秀）学長のなさったことを引き継ぎ、今まで以上に総合的に地域を支える社会システムを作るようにしていければ」との抱負を語った。2015年4月1日、静岡県立大学学長、同時に、静岡県立大学短期大学部学長に就任し、2021年3月31日、任期満了に伴い、静岡県立大学学長と静岡県立大学短期大学部学長を退任した。

## 研究
専門は経済学、歴史学とも関連の深い日本経済史などの分野を研究する。また、歴史人口学に関する著作も多い。2000年10月に日本生活学会より今和次郎賞、また、2010年には、日本人口学会より日本人口学会普及奨励賞を授与された。

## 略歴
- 1947年 - 静岡県駿東郡長泉町にて誕生。
- 1969年 - 慶應義塾大学経済学部卒業。
- 1971年 - 慶應義塾大学大学院経済学研究科修士課程修了。
- 1973年 - 東京歯科大学進学課程講師。
- 1974年 - 慶應義塾大学大学院経済学研究科博士課程単位取得退学。
- 1974年 - 自由学園最高学部講師。
- 1974年 - 日本常民文化研究所所員。
- 1976年 - 慶應義塾高等学校教諭。
- 1979年 - 慶應義塾大学教職課程兼任講師。
- 1980年 - 上智大学経済学部講師。
- 1980年 - 上智大学大学院経済学研究科講師。
- 1982年 - 上智大学経済学部助教授。
- 1982年 - 上智大学大学院経済学研究科助教授。
- 1989年 - 上智大学経済学部教授。
- 1989年 - 上智大学大学院経済学研究科教授。
- 1990年 - 慶應義塾大学総合政策学部講師。
- 1993年 - 上智大学大学院経済学研究科経済学専攻主任。
- 1998年 - 国際日本文化研究センター共同研究員。
- 1999年 - 上智大学大学院経済学研究科経済学専攻主任。
- 2000年 - 国際日本文化研究センター共同研究員。
- 2001年 - 上智大学経済学部経済学科学科長。
- 2002年 - 日本学術振興会科学研究費委員会専門委員。
- 2002年 - 総合地球環境学研究所共同研究員。
- 2003年 - 慶應義塾大学大学院文学研究科講師。
- 2003年 - 総合地球環境学研究所共同研究員。
- 2003年 - 神奈川県児童福祉審議会臨時委員。
- 2004年 - 総合地球環境学研究所共同研究員。
- 2004年 - 神奈川県次世代育成地域協議会委員。
- 2004年 - 日本学術振興会特別研究員等審査会専門委員。
- 2005年 - 日本学術振興会科学研究費委員会専門委員。
- 2005年 - 上智大学大学院地球環境学研究科教授。
- 2005年 - 東海大学講師。
- 2005年 - 慶應義塾大学グローバルセキュリティ研究所客員研究員。
- 2005年 - 総合地球環境学研究所 共同研究員。
- 2005年 - 国土交通省国土審議会特別委員。
- 2006年 - 東海大学講師。
- 2006年 - 厚生労働省社会保障審議会人口部会委員。
- 2006年 - 厚生労働省社会保障審議会人口構造の変化に関する特別部会委員。
- 2006年 - 日本学術会議連携会員。
- 2007年 - 上智大学地球環境研究所所長。
- 2007年 - 慶應義塾大学講師。
- 2009年 - 厚生労働省科学研究費補助金事前企画評価委員会委員。
- 2009年 - 厚生労働省科学研究費補助金中間・事後評価委員会委員。
- 2011年 - 上智大学研究機構常設研究部門部門長。
- 2011年 - 厚生労働省社会保障審議会人口部会委員。
- 2012年 - 上智大学経済学部特別契約教授。
- 2014年 - 静岡県人口減少問題に関する有識者会議座長。
- 2015年 - 静岡県立大学学長。
- 2015年 - 静岡県立大学短期大学部学長。

## 賞歴
- 2000年 - 今和次郎賞。
- 2010年 - 日本人口学会普及奨励賞。

## 著作

### 単著
- 『日本二千年の人口史 経済学と歴史人類学から探る生活と行動のダイナミズム』PHP研究所、1983年 『人口から読む日本の歴史』講談社学術文庫
- 『環境先進国・江戸』PHP新書、2002年 のち吉川弘文館
- 『日本の歴史19 文明としての江戸システム』講談社、2002年 のち学術文庫
- 『図説人口で見る日本史 縄文時代から近未来社会まで』PHP研究所、2007年
- 『2100年、人口3分の1の日本』メディアファクトリー新書 2011

### 共編著
- 大塚柳太郎共著『地球人口100億の世紀―人類はなぜ増え続けるのか』ウエッジ、1999年
- 速水融・友部謙一共編『歴史人口学のフロンティア』東洋経済新報社、2001年

## 出演

### テレビ
- 爆笑問題のニッポンの教養（2009年4月7日、NHK）

## 関連人物
- 大塚柳太郎
- 川勝平太
- 斎藤修 (一橋大学)
- 友部謙一
- 速水融